# Шарль Ґайярдо
Жозеф Арно Шарль Ґайярд́о (20 вересня 1814, Люневіль — серпень 1883, Багамдун) — французький лікар і натураліст.
У 1837 році він був призначений професором природничої історії в медичній школі в Каїрі, а пізніше протягом своєї кар'єри провів понад двадцять років як лікар у військовому госпіталі в Сідоні. У 1863 році він став лікарем в Александрії, а в 1875 році був призначений директором Каїрської медичної школи.
Окрім виконання своїх медичних обов'язків, він проводив ботанічні, зоологічні, геологічні та археологічні дослідження в Єгипті та на Близькому Сході.
Його колекція Herbier de Syrie стала частиною гербарію Гаускнехта «Herbarium Haussknecht», який зараз знаходиться в Університеті Єни. У 1854 році він став членом Ботанічного товариства Франції.
Рід равликів Gaillardotia (Bourguignat, 1877; родина Neritidae) вшановує його ім'я, як і види з епітетом gaillardotii, прикладом є Echinops gaillardotii (головатень Ґайярдо). 